# Snotra

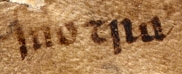
Mention de Snotra dans Beowulf, Xè siècle.

Snotra est la déesse de la sagesse, du contrôle de soi, de la connaissance et de la prudence dans la mythologie nordique. Elle est une des cinq servantes de Frigg.
D'après l'Edda de Snorri, Snotra est une des Asynes :
Þrettánda Snotra, hon er vitr ok látprúð. Af hennar heiti er kallat snotr kona eða karlmaðr sá er vitr maðr er.
"La treizième [des Asynes] est Snotra. Elle est pleine de sagesse et de grâce, et de son nom Snotr désigne un homme ou une femme sage."
Elle n'est mentionnée ni dans l'Edda poétique ni dans la poésie scaldique, ni dans aucune autre source nordique ou germanique.
En raison de ce manque de preuve il a été suggéré, par exemple par Rudolf Simek dans son Dictionnaire de la Mythologie Nordique, que Snotra était une invention de Snorri Sturluson. Bien que ce fut sans doute possible, on ne sait pas pourquoi Snorri aurait inventé une déesse à partir de rien, surtout dans la mesure où Snotra est la treizième sur sa liste. On pourrait penser qu'il se serait contenté de douze Asynes pour faire pendant aux douze Ases qu'il dénombre dans le panthéon nordique.
Une explication possible serait que Snotra aurait d'abord été un nom alternatif pour une autre déesse, peut-être Frigg, et que Snorri l'aurait prise pour être une déesse différente. N'ayant rien d'autre à en dire, Snorri se serait alors contenté d'informer ses lecteurs que Snotra est "sage et gracieuse", en se basant uniquement sur son nom.
Il est aussi concevable que Snorri ait eu accès à une tradition orale authentique, quoique limitée, qui ne nous aurait pas été transmise par une autre source.